# Le Gué-d'Alleré
Le Gué-d'Alleré is een gemeente in het Franse departement Charente-Maritime in de regio Nouvelle-Aquitaine en maakt deel uit van het arrondissement La Rochelle. De gemeente telde 1.040 inwoners op 1 januari 2022.

## Geschiedenis
Le Gué-d'Alleré maakte deel uit van het kanton Courçon tot het op 22 maart 2015 werd opgeheven en de gemeenten werden opgenomen in het kanton Marans.

## Geografie
De oppervlakte van Le Gué-d'Alleré bedraagt 7,55 vierkante kilometer; Op 1 januari 2022 was de bevolkingsdichtheid 137,7 inwoners per km².
De onderstaande kaart toont de ligging van Le Gué-d'Alleré met de belangrijkste infrastructuur en aangrenzende gemeenten.

## Demografie
Onderstaande figuur toont het verloop van het inwonertal.
Andilly · Angliers · Benon · Charron · Courçon · Cramchaban · Ferrières · La Grève-sur-Mignon · Le Gué-d'Alleré · La Laigne · Longèves · Marans · Nuaillé-d'Aunis · La Ronde · Saint-Cyr-du-Doret · Saint-Jean-de-Liversay · Saint-Ouen-d'Aunis · Saint-Sauveur-d'Aunis · Taugon · Villedoux